# Premi Rinus Michels

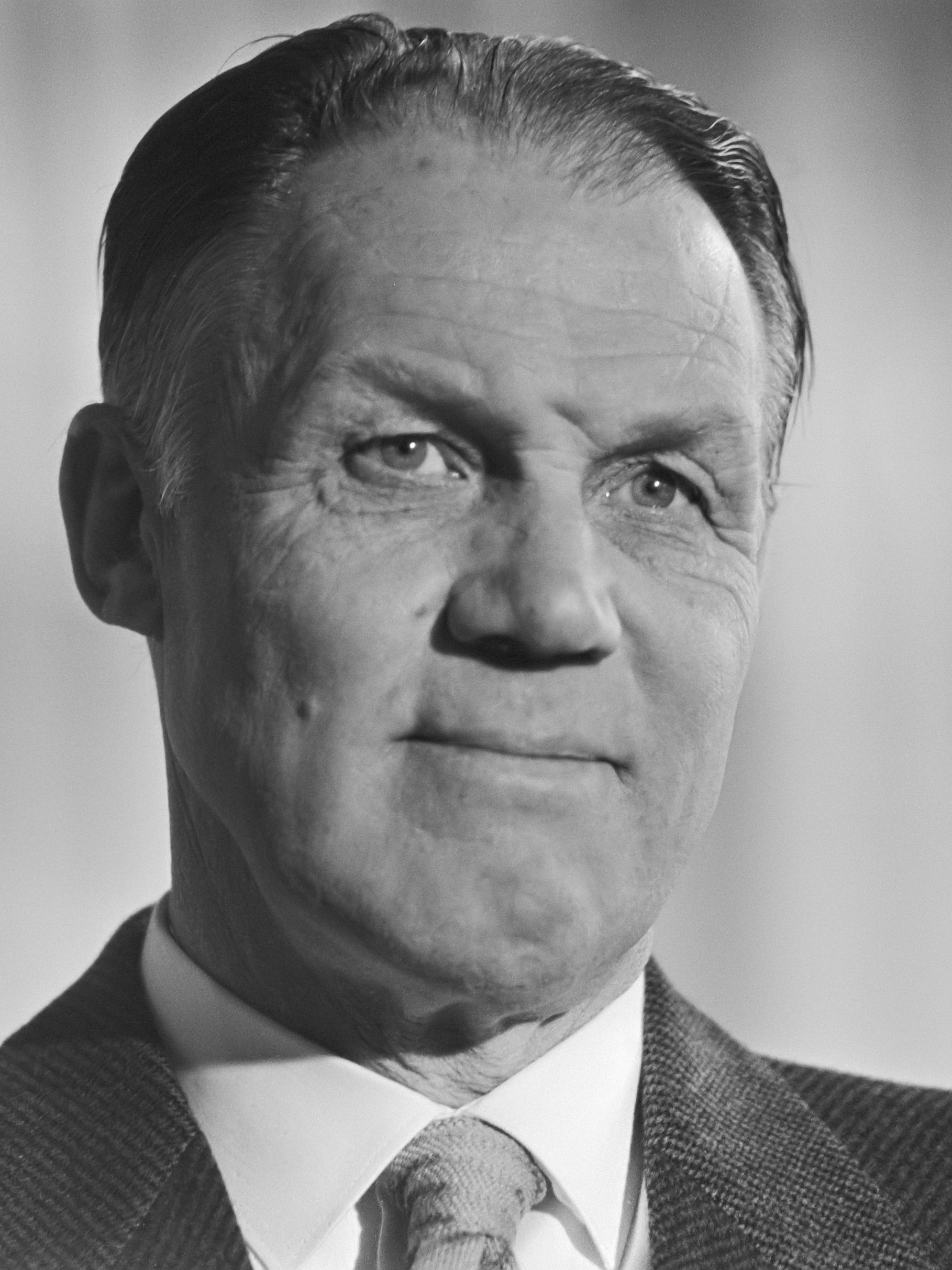
Rinus Michels

El premi Rinus Michels és un premi anual del futbol holandès. Compta amb el suport del sindicat oficial d'entrenadors de futbol ("Coaches Betaald Voetbal"). El premi porta el nom de Rinus Michels, que va ser nomenat entrenador del segle per la FIFA el 1999.

## Categories
- Entrenador de l'any a l'Eredivisie
- Entrenador de l'any a l'Eerste Divisie
- Entrenador de l'any en futbol amateur
- Acadèmies juvenils de l'any al futbol professional
- Acadèmies juvenils de l'any en futbol amateur
- Premi a la carrera global

## Guanyadors Entrenador de l'any a l'Eredivisie
| Temporada | Millor entrenador                                | Club                                             | Fonts                                            |
| --------- | ------------------------------------------------ | ------------------------------------------------ | ------------------------------------------------ |
| 2003–04   | Co Adriaanse                                     | AZ Alkmaar                                       | [ 1 ]                                            |
| 2004–05   | Guus Hiddink                                     | PSV                                              | [ 2 ]                                            |
| 2005–06   | Guus Hiddink                                     | PSV                                              |                                                  |
| 2006–07   | Louis van Gaal                                   | AZ Alkmaar                                       | [ 3 ]                                            |
| 2007–08   | Fred Rutten                                      | FC Twente                                        | [ 4 ]                                            |
| 2008–09   | Louis van Gaal                                   | AZ Alkmaar                                       | [ 5 ]                                            |
| 2009–10   | Steve McClaren                                   | FC Twente                                        | [ 6 ]                                            |
| 2010–11   | Michel Preud'homme                               | FC Twente                                        | [ 7 ]                                            |
| 2011–12   | Ronald Koeman                                    | Feyenoord                                        | [ 8 ]                                            |
| 2012–13   | Frank de Boer                                    | Ajax                                             | [ 9 ]                                            |
| 2013–14   | Frank de Boer                                    | Ajax                                             | [ 10 ]                                           |
| 2014–15   | Phillip Cocu                                     | PSV                                              | [ 11 ]                                           |
| 2015–16   | Erik ten Hag                                     | Utrecht                                          | [ 12 ]                                           |
| 2016–17   | Peter Bosz                                       | Ajax                                             | [ 13 ]                                           |
| 2017–18   | Phillip Cocu                                     | PSV                                              |                                                  |
| 2018–19   | Erik ten Hag                                     | Ajax                                             | [ 14 ]                                           |
| 2019–20   | no entregat, la temporada va acabar abans d'hora | no entregat, la temporada va acabar abans d'hora | no entregat, la temporada va acabar abans d'hora |
| 2020–21   | Erik ten Hag                                     | Ajax                                             |                                                  |
| 2021–22   | Arne Slot                                        | Feyenoord                                        | [ 15 ]                                           |
| 2022–23   | Arne Slot                                        | Feyenoord                                        | [ 16 ]                                           |

## Guanyadors Entrenador de l'any a l'Eerste Divisie
- Maurice Steijn (2017)
- Michael Reiziger (2018)
- Marino Pušić (2019)
- Henk de Jong (2021)
- Dick Lukkien (2022)[15]
- Dick Schreuder (2023)[16]

## Guanyadors del premi a tota la carrera
Els següents directius han estat guardonats amb el premi vitalici per les seves contribucions al llarg de tota la seva carrera:
- Kees Rijvers (2004)[1]
- Piet de Visser (2005)
- Wiel Coerver (2008)[17]
- Foppe de Haan (2009)[5]
- Leo Beenhakker (2010[6]
- Louis van Gaal (2013[9]
- Guus Hiddink (2015[11]
- Johan Cruyff (2016[12]
- Co Adriaanse (2017)
- Dick Advocaat (2021[18]
- Bert van Marwijk (2022)[15]